# Adagupi
Adagupi (c. 648 — 544 a.C.), também conhecida como Adagope ou Adade-Gupi era uma sacerdotisa assíria, devota do deus da lua nova Sim na cidade assíria de Harã e a mãe de Nabonido que governou entre 556-539 a.C. no Império Neobabilônico.

## Autobiografia

### Descoberta
Historiadores descobriram duas cópias do que parece ser uma autobiografia de Adagupi. A primeira cópia, descoberta por H. Pognon em 1906, foi escrita em uma estela quebrada que escavada em Harã. A segunda cópia, descoberta cinquenta anos depois por D.S. Rice foi escrita na calçada dos degraus da entrada norte da Grande Mesquita de Harã.

### Conteúdo
A autobiografia começa com um relato em primeira pessoa da própria Adagupi e termina com uma descrição de seu enterro. Já que Adagupi foi enterrada com honras de rainha, alguns estudiosos têm sugerido que atuou como regente de Nabonido, quando ele deixou a Babilônia e se mudou para o oásis de Taima em 553 a.C. No entanto, esta teoria é difícil de conciliar com a cronologia que Adagupi apresenta em sua autobiografia. Menciona que nasceu no vigésimo ano do reinado de Assurbanípal (aproximadamente 648 a.C.), e que cuidou dos santuários do deus da lua Sim por 95 anos. Também menciona que viveu para ver seu filho se tornar o rei Nabonido de Babilônia, que teve lugar em 556 a.C., o que significaria que ela tinha 92 anos de idade no momento da sua coroação, e 96 quando a sua saída para Taima ocorreu. Aparentemente, ela teria morrido na idade de 104 anos (c. 544 a.C.), tendo vivido com total plenitude de corpo e mente para ver seus descendentes da quarta geração.
Adagupi implorou ao deus Sim para que seu filho Nabonido ascendesse ao trono, e sua autobiografia contém uma oração de louvor e agradecimento a Sim. Em resposta a esta oração, Adagupi aparentemente recebeu uma profecia de Sim, em um sonho, sobre as ações futuras de seu filho como rei:

## Influência
A previsão de Adagupi de que o deus Sim faria seu filho rei para que pudesse restaurar Harã parece ter sido uma grande influência em Nabonido, às custas de seu relacionamento com os sacerdotes da Babilônia e seus deuses tradicionais, particularmente Marduque. Outras fontes revelam que Nabonido prestou homenagem a Sim durante o seu reinado como rei da Babilônia. Ele prestou atenção especial aos templos de Sim em Harã e Ur, e até considerou transformar o templo de Marduque na Babilônia em um santuário para Sim. Isso, diz uma inscrição, causou inquietação em muitas partes do reino.